# Catalina Estrada
Catalina Estrada Uribe (Medellín, Colombia; 12 de octubre de 1974) es una ilustradora y artista colombiana afincada en Barcelona, España, desde el año 1999. 
Sus trabajos se han llevado a diferentes medios como la publicidad, el editorial, el diseño industrial o la moda, con clientes como Paul Smith, Coca-Cola, Microsoft Zune, Sony Music, Cámper, Nike, Levi's, Smart, Lexus, Paulo Coelho o los ayuntamientos de Barcelona y Londres. Seleccionada por la revista americana Print como una de los doce ilustradores más excepcionales en Europa en 2008, sus trabajos han sido portada de revistas como WeAr o Computer Arts y aparecen en varios anuarios y ediciones especiales de ilustración de editoriales como la alemana Die Gestalten Verlag o Victionaty de Hong Kong.
Como artista plástica, sus obras suelen ser catalogadas como pertenecientes a la corriente surrealismo pop. Catalina Estrada ha expuesto sus obras en galerías de arte en Estados Unidos (Roq la Rue en Seatle, La luz de Jesús en Los Ángeles y Jonathan LeVine en Nueva York) y en España en la galería Iguapop en Barcelona.
Catalina Estrada se graduó con honores en diseño gráfico en la Universidad Pontificia Bolivariana de Medellín, Colombia el año 1998. Tras varios años trabajando como diseñadora gráfica freelance, tanto en Colombia como en Barcelona, ciudad a la que se mudó en el año 1999, Estrada entró en la escena de la ilustración a nivel mundial el año 2005 con una serie de publicaciones de gran impacto. Quizás las más destacadas sean la ilustración del cuento de Aladino y la Lámpara Maravillosa del libro de Las mil y una noches editado por Die Gestalten Verlag, un artículo gráfico en la revista inglesa Graphic y culminando el año con dos artículos en las revistas Communication Arts y Computer Arts en las que introducen a Catalina Estrada como artista revelación.

## Agendas y libros

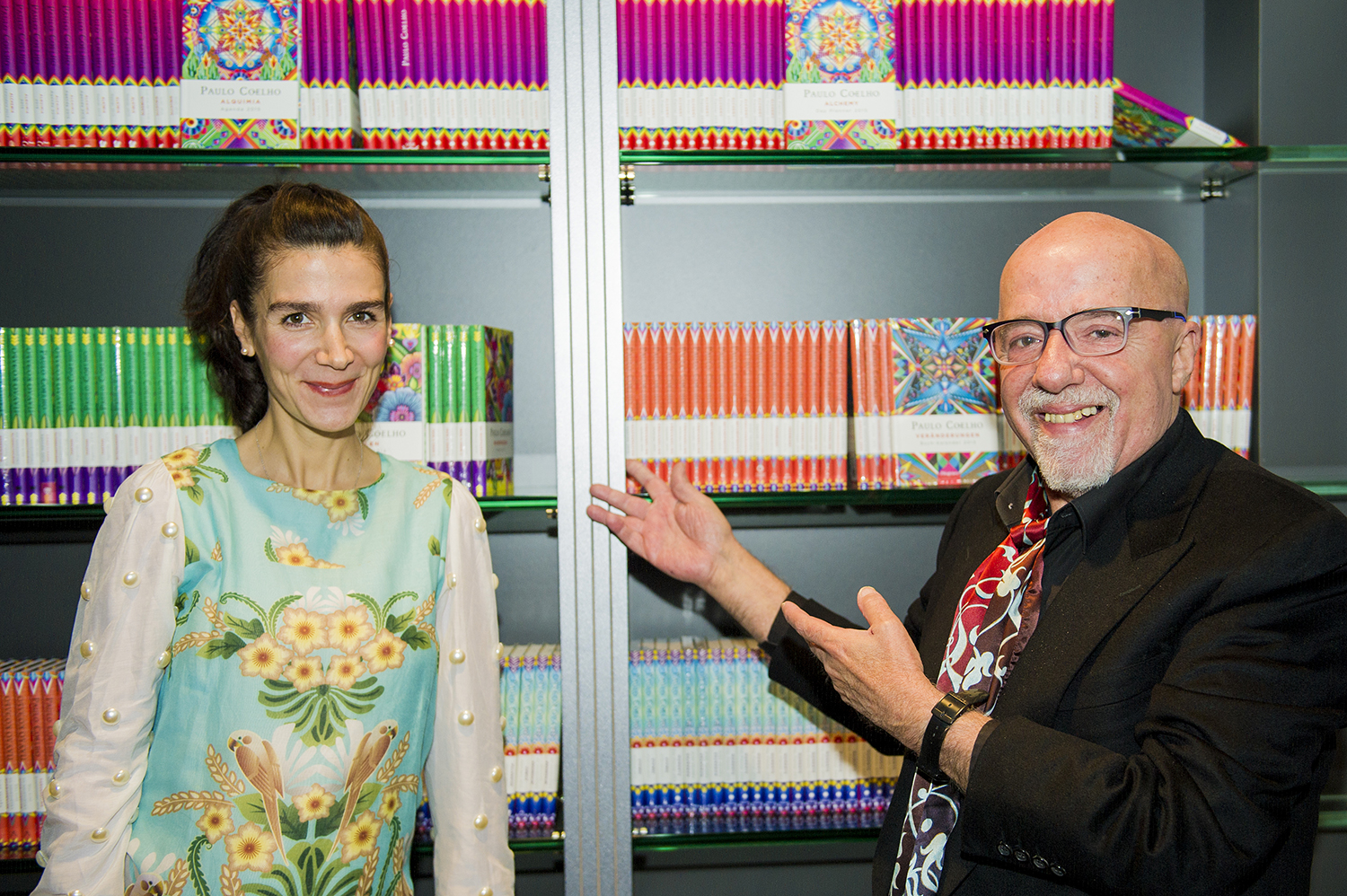
Encuentro entre Catalina Estrada y Paulo Coelho en Barcelona, noviembre de 2014.

Catalina Estrada empezó su colaboración con Paulo Coelho en 2009 para la ilustración de una agenda anual, Alegría 2009. Esta sería la primera de una larga lista de agendas (desde 2009), que combianan las ilustraciones de Catalina Estrada con citas del autor brasileño, en las que la colombiana participaría: Inspiraciones, Sabiduría, Momentos, Transformaciones, Compartir, Alquimia, Coraje, Amistad, Libertad, Caminos, Secretos y Encuentros.
En 2010, Catalina Estrada sería también la encargada de ilustra el libro Amor, una selección de citas relacionadas con esta temática, de Paulo Coelho. Disponible en 22 idiomas: alemán, catalán, croata, checo, danés, eslvoaco, esloveno, español, finlandés, francés, griego, holandés, húngaro, inglés, italiano, letón, noruego, polaco, portugués, rumano, ruso y sueco.
Unos años más tarde, presentaría personalmente esta obra en la librería Bertrand de Rambla de Cataluña de Barcelona.